# Cristóvão Jacques (astronome)
Pour les articles homonymes, voir Cristóvão Jacques et Jacques.
Cristóvão Jacques est un astronome brésilien.
Le Centre des planètes mineures le crédite de la découverte de six astéroïdes numérotés, toutes effectuées en 1999 en partie avec la collaboration de Luiz Henrique Duczmal.
Il est également le découvreur de la comète non périodique C/2014 E2 (Jacques).
| (29845) Wykrota         | 22 mars 1999  |
| (33478) Deniselivon     | 2 avril 1999  |
| (66454) Terezabeatriz   | 3 août 1999   |
| (38245) Marcospontes    | 12 août 1999  |
| (85970) Fundaçãoterra   | 11 avril 1999 |
| (91287) Simon-Garfunkel | 21 mars 1999  |